# Marc Meilleur
Pour les articles homonymes, voir Meilleur.
Marc Meilleur (né le 7 avril 1962 à Paris,) est un coureur cycliste français. Durant sa carrière, il participe à des compétitions sur route et sur piste.

## Biographie
Ancien membre du CSM Persan, Marc Meilleur a évolué au niveau professionnel sur piste. En 1989, il termine troisième du championnat d'Europe de l'américaine, avec son compatriote Philippe Tarantini. Il s'est également distingué dans des courses de six jours. Sur route, il a remporté Paris-Chauny en 1987. 
Après sa carrière cycliste, il devient coursier en région parisienne, puis motard de presse. Il a suivi plusieurs éditions du Tour de France pour les grandes agences photographiques et le journal L’Équipe.

## Palmarès sur route
- 1986
  - Circuit méditerranéen
- 1987
  - Paris-Chauny
  - Paris-Lisieux
  - 2e du Tour de l'Essonne
- 1989
  - 3e du Circuit du Morbihan

## Palmarès sur piste

### Championnats d'Europe
- 1989
  -  Médaillé de bronze de l'américaine (avec Philippe Tarantini)

### Autres compétitions
- 1989
  - 3e des Six Jours de Bordeaux (avec Volker Diehl)